# Meurcourt
Meurcourt ist eine Gemeinde im französischen Département Haute-Saône in der Region Bourgogne-Franche-Comté.

## Geographie
Meurcourt liegt auf einer Höhe von 250 m über dem Meeresspiegel, zwölf Kilometer westsüdwestlich von Luxeuil-les-Bains und etwa 18 Kilometer nordnordöstlich der Stadt Vesoul (Luftlinie). Das Dorf erstreckt sich im nördlichen Teil des Departements, in einer Mulde östlich des Bachlaufes Ruisseau de Meurecourt, am Nordfuß des Mont Vaulot.
Die Fläche des 11,89 km² großen Gemeindegebiets umfasst einen Abschnitt der leicht gewellten Landschaft südlich der Lanterne. Der zentrale Teil des Gebietes wird von einem Plateau eingenommen, das aus Muschelkalk der mittleren Trias aufgebaut ist. Es wird durch den Ruisseau de Meurecourt nach Nordwesten zur Lanterne entwässert. Landwirtschaftliche Nutzung herrscht hier vor. Nach Norden reicht der Gemeindeboden in die ausgedehnte Waldung des Bois Dessous (bis 277 m) und bis ins Quellgebiet des Ruisseau des Chaufours.
Südlich des Dorfes leitet eine bis zu 100 m hohe Geländestufe zu den Höhen des Mont Vaulot über. Mit 409 m wird hier die höchste Erhebung von Meurcourt erreicht. Auch die großen Wälder des Bois de Dessus südlich dieser Höhe im Einzugsgebiet des Durgeon gehören zu Meurcourt. Hier treten neben Muschelkalk auch sandig-mergelige und kalkige Sedimente zutage, die während der Lias (Unterjura) abgelagert wurden.
Nachbargemeinden von Meurcourt sind Conflans-sur-Lanterne im Norden, Velorcey und Villers-lès-Luxeuil im Osten, Mailleroncourt-Charette, La Villeneuve-Bellenoye-et-la-Maize und Neurey-en-Vaux im Süden sowie La Villedieu-en-Fontenette und Équevilley im Westen.

## Geschichte
Anhand von Spuren von zwei römischen Verkehrswegen und Überresten eines Siedlungsplatzes konnte nachgewiesen werden, dass das Gebiet schon sehr früh bewohnt war. Erstmals urkundlich erwähnt wird Meurcourt im Jahr 1159 unter dem Namen Muricortis. Im Mittelalter gehörte das Dorf zur Freigrafschaft Burgund und darin zum Gebiet des Bailliage d’Amont. Es war vom Templerorden von La Villedieu-en-Fontenette abhängig. Zusammen mit der Franche-Comté gelangte Meurcourt mit dem Frieden von Nimwegen 1678 definitiv an Frankreich. Zu Beginn des 20. Jahrhunderts wurde der Ort durch eine Trambahn an das Netz des öffentlichen Verkehrs angebunden. Der Betrieb auf der Linie wurde 1934 eingestellt und durch eine Busverbindung ersetzt. Heute ist Meurcourt Mitglied des 17 Ortschaften umfassenden Gemeindeverbandes Communauté de communes du Pays de Saulx.

## Sehenswürdigkeiten

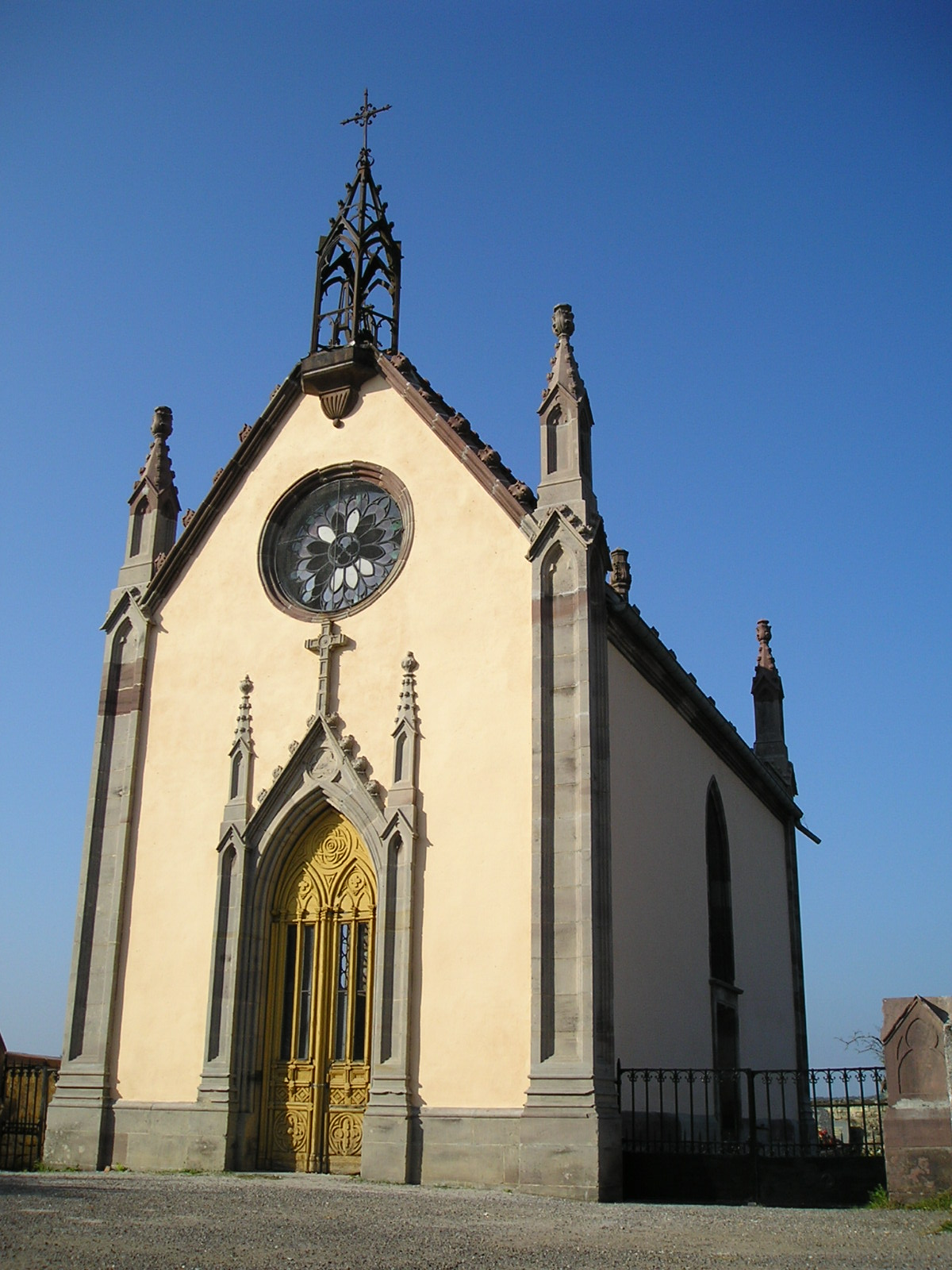
Friedhofskapelle von Meurcourt

Die Dorfkirche Saint-Vincentin Meurcourt wurde 1777 geweiht. Ein steinernes Wegkreuz auf dem Dorfplatz ist auf das Jahr 1630 datiert. Nahe bei der Kirche steht ein großes überdachtes Lavoir von 1886 mit elf Arkadenbogen. Es diente einst als Waschhaus und Viehtränke. Der Ortskern ist geprägt durch verschiedene Häuser aus dem 17. bis 19. Jahrhundert, die den traditionellen Stil der Haute-Saône zeigen. Die Mairie-École (Gemeindeverwaltung und Schule) wurde 1848 erbaut. Ebenfalls sehenswert ist der Dorfbrunnen mit zwei Säulen.

## Bevölkerung
| Jahr                       | 1962 | 1968 | 1975 | 1982 | 1990 | 1999 | 2006 |
| Einwohner                  | 289  | 287  | 248  | 251  | 278  | 307  | 313  |
| Quellen: Cassini und INSEE |      |      |      |      |      |      |      |

Mit 343 Einwohnern (1. Januar 2022) gehört Meurcourt zu den kleinen Gemeinden des Département Haute-Saône. Nachdem die Einwohnerzahl in der ersten Hälfte des 20. Jahrhunderts deutlich abgenommen hatte (1881 wurden noch 773 Personen gezählt), wurde seit Mitte der 1970er Jahre wieder ein leichtes Bevölkerungswachstum verzeichnet.

## Wirtschaft und Infrastruktur
Meurcourt war bis weit ins 20. Jahrhundert hinein ein vorwiegend durch die Landwirtschaft (Ackerbau, Obstbau und Viehzucht) und die Forstwirtschaft geprägtes Dorf. Heute gibt es einige Betriebe des lokalen Kleingewerbes. In den letzten Jahrzehnten hat sich das Dorf zu einer Wohngemeinde gewandelt. Viele Erwerbstätige sind deshalb Wegpendler, die in den größeren Ortschaften der Umgebung ihrer Arbeit nachgehen.
Die Ortschaft liegt abseits der größeren Durchgangsachsen an einer Departementsstraße, die von Conflans-sur-Lanterne nach Saulx führt. Weitere Straßenverbindungen bestehen mit Luxeuil-les-Bains und La Villedieu-en-Fontenette.